# Wagons East!
Wagons East! è una commedia western del 1994 diretta da Peter Markle con protagonisti John Candy e Richard Lewis.

## Trama
Nel selvaggio West del 1860, un gruppo di coloni tra cui l'ex-medico Phil Taylor, la prostituta Belle e il libraio omosessuale Julian si sentono come pesci fuor d'acqua e, non essendo in grado di vivere nella loro attuale situazione nel West, decidono di assoldare un brizzolato e alcolizzato capo carovana di nome James Harlow, per guidarli nel loro viaggio di ritorno nelle proprie città di origine nell'East. Questo porta a una serie di comici errori quando il capo carovana li conduce in territorio indiano Sioux mentre sono perseguiti dalla cavalleria.
Essi devono inoltre confrontarsi con degli assassini, che sono stati inviati dai magnati della ferrovia in costruzione per interrompere il loro viaggio con il timore di una cattiva pubblicità per l'ovest, e con la loro scoperta che Harlow, aveva fatto parte della famigerata spedizione Donner: un gruppo di coloni che 20 anni prima, durante il viaggio verso ovest, furono bloccati dalla neve ed alcuni per sopravvivere si dettero al cannibalismo.

## La morte di John Candy
Il venerdì 4 marzo 1994 Candy muore per un infarto miocardico mentre stava dormendo, nel luogo dove erano le riprese e cioè nello stato di Durango in Messico dopo una giornata di lavoro, oramai alla fine in quanto il film era quasi terminato. Il regista e i produttori sostennero che aveva completato tutte le sue scene per il film al momento della sua morte, ma questa affermazione fu contestata dai critici e dal pubblico.
Però alcune fonti affermano che Candy morì prima di aver completato le sue scene rimanenti e che fu sostituito da un sosia o dal suo stunt e che alcune scene siano state nuovamente scritte per non coinvolgerlo direttamente. Almeno una scena, in cui Candy è in un bar che sta svuotando una bottiglia di liquore, è stata riutilizzata più avanti nel film con lo sfondo sostituito.
Sia sulle VHS che sui DVD si legge: "Questo film è dedicato alla memoria di John Candy".
Questo è stato l'ultimo film in cui John Candy ha recitato prima della sua morte, ma non l'ultimo film in cui è comparso. Il suo ultimo film Operazione Canadian Bacon è stato distribuito nel 1995. Egli aveva completato Operazione Canadian Bacon prima delle riprese di Wagons East! ma la sua morte causò il ritardo dell'uscita del film.

## Accoglienza
Il film è uscito cinque mesi dopo la morte di Candy e, nonostante sia la versione postuma di Candy, è stato un disastro al botteghino e le recensioni sono state universalmente negative, criticando la recitazione, il debole racconto e i poveri tentativi di commedia. Inoltre anche il pubblico ha dimostrato il suo dissenso.
Il critico Roger Ebert ha citato in particolare il film come "un triste modo per John Candy per finire la carriera", ma ha dichiarato che la sua eredità è già ineguagliabile e permanente, e sarebbe sopravvissuta a questo film.
Sul sito Rotten Tomatoes ha ricevuto una valutazione dello 0%. Il consenso critico del sito recita: "Wagon East! è una satira dei film western ottusa e spuntata che va molto al di sotto degli standard imposti da Mezzogiorno e mezzo di fuoco ed è degna di essere ricordata solo come ultima performance cinematografica di John Candy".